# Operace Vojevůdce Rumjancev
Operace Vojevůdce Rumjancev (též Bělgorodsko-charkovská operace) byla vojenská ofenzíva Rudé armády, jejíž závěrečná fáze se nazývá Čtvrtá bitva o Charkov. Byla pojmenována po ruském vojevůdci z 18. století Pjotru Rumjancevovi.
Ještě při probíhající Kurské bitvě zaútočila Rudá armáda 12. července 1943 na severu kurského výběžku na německá vojska a postupovala na Orel a Brjansk. Tato vojenská ofenzíva byla nazvána Operace Kutuzov. Na jihu kurského oblouku byla situace odlišná. Sovětská vojska sice zatlačila Němce od Prochorovky zpět, ale vzhledem k tomu, že zde měla prořídlé stavy zejména tankových vojsk, dále nepostupovala. Sovětům se však vojska v tomto úseku podařilo obnovit a doplnit již během měsíce července, a tak 3. srpna 1943 došlo k zahájení „Operace Vojevůdce Rumjancev“.

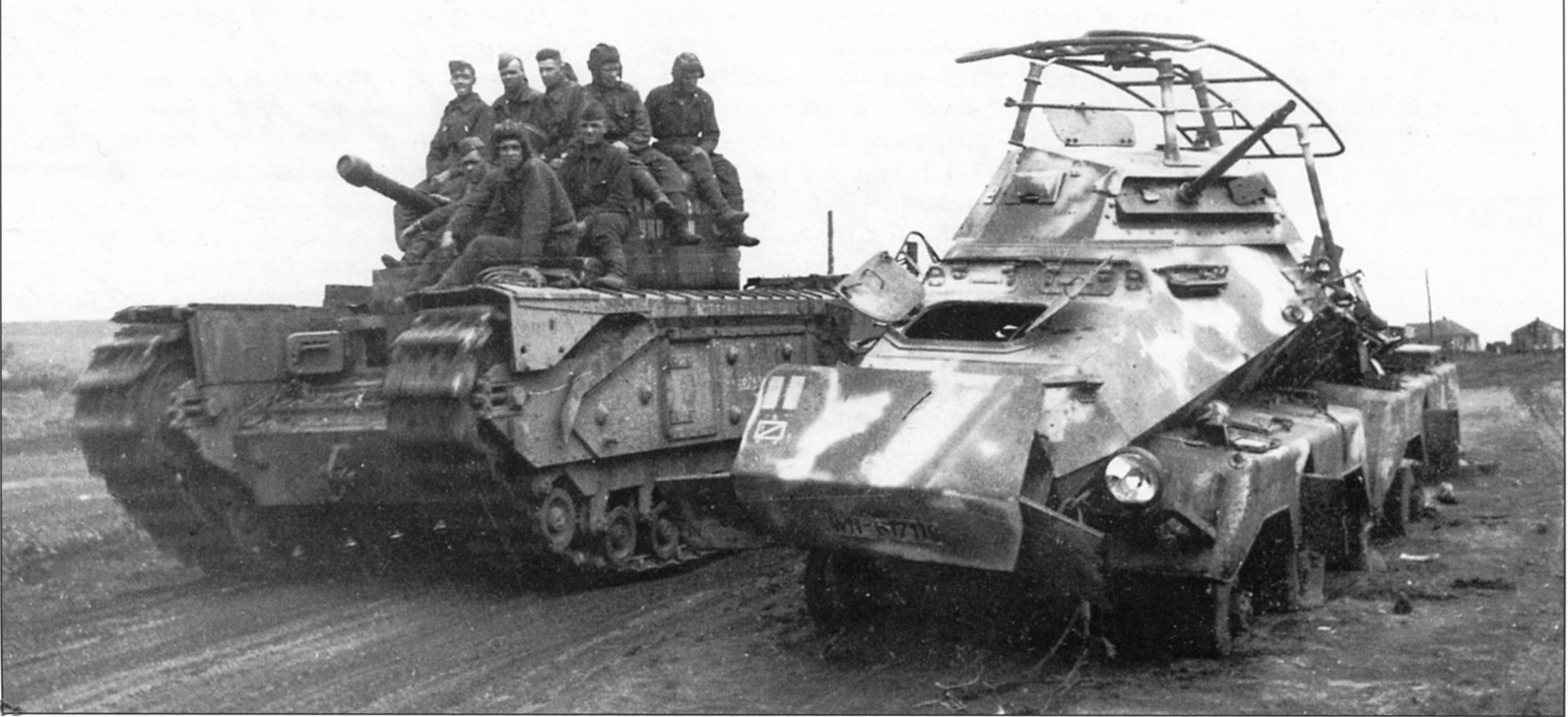
Sovětský tank Churchill Mk IV míjí během čtvrté bitvy o Charkov v roce 1943 vyřazený německý obrněný vůz SdKfz. 232

Během prvního srpnového týdne probíhaly těžké boje, 5. srpna byl osvobozen Bělgorod, avšak Rudé armádě se nepodařilo prolomit nepřátelskou obranu takovým způsobem, aby došlo k zhroucení fronty. Německá tanková vojska se snažila manévrovým bojem zastavit sovětské tanky, ale sovětští tankoví velitelé se již od Němců naučili manévrovat s podobnou dovedností. Sovětům se podařilo uskutečnit vlom do německé obrany až 9. srpna. Sovětská útočná vojska byla rozdělena na dva směry – Voroněžský front se věnoval západnímu německému uskupení, Stepní front postupoval na Charkov. Němci se ve dnech 11. a 12. srpna snažili Rudou armádu postupující na Charkov zastavit, podnikali protiútoky, ale Sověti vrhli do útoku zálohy. Boje v prostoru Bogoduchova se protáhly až do 17. srpna. Další těžké boje se rozhořely u Achtyrky. 17. srpna byl zastaven postup Sovětů na Charkov, kteří stáli již před branami města. Rudá armáda však začala Charkov obkličovat a 22. srpna byl vydán rozkaz město opustit. V noci na 23. srpna byl zahájen ústup německých vojsk spojený s taktikou spálené země. Rudá armáda Charkov osvobodila 23. srpna, čímž tato vojenská operace skončila.

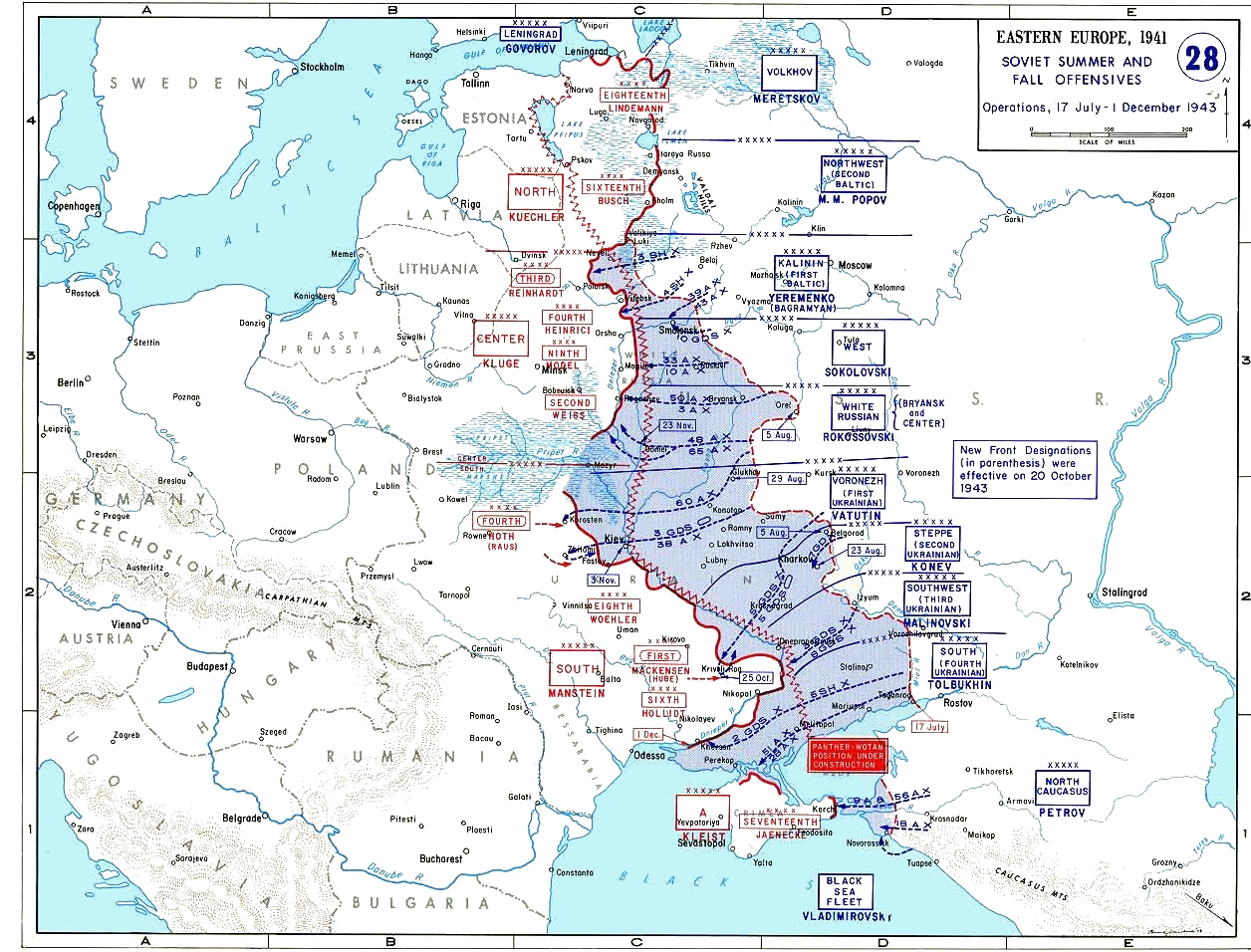
Mapa bojů o řeku Dněpr v roce 1943 a německá obranná linie Panther-Wotan

Po této bitvě ztratilo nacistické Německo v Charkově velmi důležitý opěrný a komunikační bod a situace jeho vojsk na levobřežní Ukrajině se stala problematickou. Navíc prakticky již od 24. srpna začaly další útoky Rudé armády nejprve v oblasti řeky Mius, postupně i na dalších úsecích fronty. Začal tzv. „běh k Dněpru“ při kterém se německá vojska stahovala na západ do dalších obranných linií, ale vzhledem k pronásledování sovětskými vojsky se nedokázala nikde zachytit. Nakonec se Němci byli nuceni stáhnout až za řeku Dněpr na obrannou linii Panther-Wotan.